# Île de San Nicola
Ne pas confondre avec l'île San Nicolas située en Californie.
L'île de San Nicola est une île italienne faisant partie de l'archipel des îles Tremiti dans la mer Adriatique. Avec une superficie de 42 hectares, c'est la deuxième île de l'archipel par sa taille après San Domino.
San Nicola appartient administrativement à la commune Isole Tremiti et dépend de la province de Foggia dans la région des Pouilles.

## Géographie

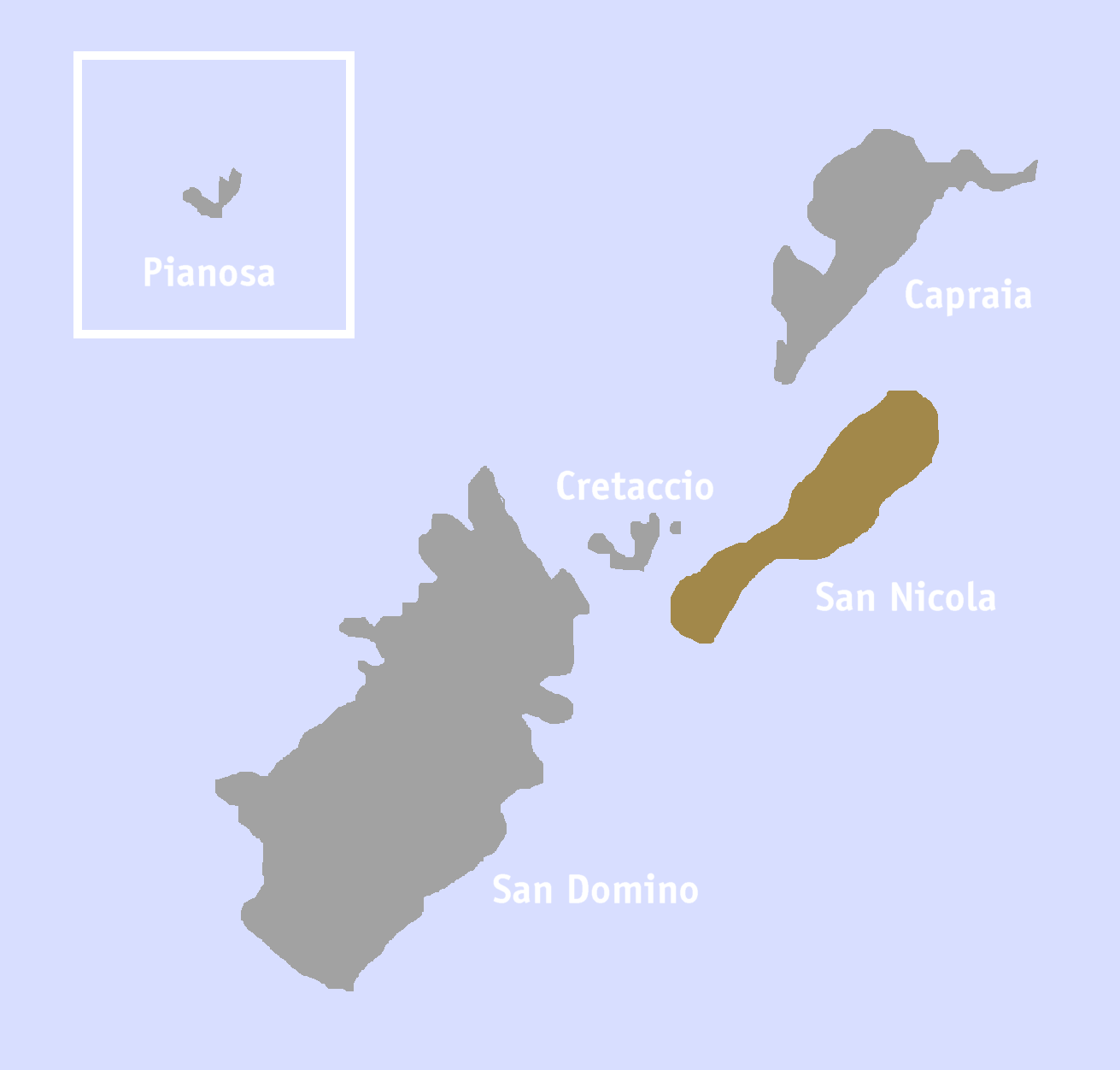
Position de San Nicola dans l'archipel.

L'île a une superficie d'environ 42 hectares, pour une longueur de 1 600 m et une largeur de 450 m, avec un développement côtier de 3 700 m et une altitude culminant à 75 m.

## Conservation et restauration
Le chat sauvage commun constituait l'une des plus grandes menaces à la vie sauvage de l'île, jusqu'à son éradication par la marine américaine avec le soutien d'Island Conservation et de la Humane Society of the United States en 2009,,,,. Les chats tuaient les cormorans, les goélands et les lézards nocturnes de l'île et venaient chasser sur le terrain du renard endémique de l'île. Les chats sont arrivés sur l'île avant 1952, probablement apportés par des officiers de la marine qui y travaillaient. Tous les chats ont été réinstallés dans un habitat spécialement préparé à Ramona, dans le comté de San Diego, avec l'aide de la Humane Society of the United States. L'éradication des chats a été déclarée officielle en 2012. L'effort d'éradication a duré 18 mois et a coûté 3 millions de dollars.

## Réserve naturelle des Tremiti
L'île fait partie depuis 1989 de la réserve naturelle marine des îles Tremiti, créée dans le but de protéger la flore et la faune de l'archipel. En 1996, la réserve naturelle marine des Îles Tremiti a été intégrée dans la Zone 1 dans le parc national du Gargano.